# Nova Bassano
Nova Bassano är en kommun i Brasilien.   Den ligger i delstaten Rio Grande do Sul, i den södra delen av landet, 1 500 km söder om huvudstaden Brasília. Antalet invånare är 8 840.
Omgivningarna runt Nova Bassano är en mosaik av jordbruksmark och naturlig växtlighet. Runt Nova Bassano är det ganska glesbefolkat, med 39 invånare per kvadratkilometer.